# Treize-Vents
Treize-Vents är en kommun i departementet Vendée i regionen Pays de la Loire i västra Frankrike. Kommunen ligger i kantonen Mortagne-sur-Sèvre som tillhör arrondissementet La Roche-sur-Yon. År 2022 hade Treize-Vents 1 240 invånare.

## Befolkningsutveckling
Antalet invånare i kommunen Treize-Vents
| Referens: INSEE |